# Tragemata
La tragemata (tragēmata) era una especie de aperitivo dulce habitual en la alimentación en la Antigua Grecia. Constaba de diversas frutas, frutos secos (higos, nueces, etc.) generalmente acompañados de sal. Se solía servir como una segunda ronda en los banquetes a modo de postre. Existe la creencia de que este tipo de aperitivo fue desarrollado posteriormente por el romano Julius Dragatus, por lo que vino a modificarse su denominación como dragata. 